# Ivan Nikulin - russisk matros
Ivan Nikulin - russisk matros (russisk: Иван Никулин - русский матрос) er en sovjetisk film fra 1944 af Igor Savtjenko.

## Medvirkende
- Ivan Pereverzev som Ivan Nikulin
- Boris Tjirkov som Zakhar Fomitjoov
- Stepan Kajukov som Papasja
- Erast Garin som Tikhon Spiridonovitj
- Zoja Fjodorova som Marusja Krjukova